# QUANT
«QUANT» (Олександр Федорович);— український реп-виконавець зі Львова. У 2009 році записав мікстейп «ROBOQUANT volume 1». У 2010 взяв участь у створенні збірника львівського хіп-хопу «Інший ЗаХХід», до якого увійшла його композиція «Весна прийде». В тому ж році «QUANT» записав міні-альбом «Seven». Наразі планується випуск другого мікстейпу.

## Дискографія

### «ROBOQUANT volume 1»

Обкладинка мікстейпу «ROBOQUANT volume 1»

1. «Живемо музикою»
2. «Я люблю життя»
3. «Віддайте нам свободу»
4. «Не з тих героїв»
5. «Все геніальне є простим»
6. «Хейтери»
7. «Ненавиджу»
8. «Я робот»

### «Seven»
1. «Для них» (ft. «Доккі Док»)
2. «Такі, як є» (ft. «RIZUPS»)

Обкладинка міні-альбому «Seven»

3. «Анатомія болі» (ft. «SeeG.Ma» («Т3»)
4. «Без тебе нічого не буде» (ft. «El Estrago aka SitiK»)
5. «Слова, як кулі» (ft. «MC KRUG€R»)
6. «Без масок» (ft. «Shake MC»)
7. «Весна прийде»